# Limnichus fulvopubens
Limnichus fulvopubens är en skalbaggsart som beskrevs av Maurice Pic 1922. Limnichus fulvopubens ingår i släktet Limnichus och familjen lerstrandbaggar. Inga underarter finns listade i Catalogue of Life.